# Juan de la Cruz Mourgeon y Achet
Juan de la Cruz Mourgeon y Achet (Sevilla, 1766 - Quito, 8 de abril de 1822) fue un militar español. Último capitán general del Nuevo Reino de Granada y presidente de la Real Audiencia de Quito, ejerció en dicha ciudad en vísperas de la independencia de Hispanoamérica.

## Guerra de Independencia Española
Benemérito de la Patria en grado heroico, condecorado en la Guerra de la Independencia Española con las órdenes de San Fernando y San Hermenegildo, mariscal de campo de los ejércitos nacionales. Participó entre otras en las batallas de La Albuera, Bailén y la reconquista de Sevilla.

### Protector de San Martín
Durante los primeros motines de la sublevación popular española, el general Francisco José María Solano y Ortiz de Rozas, a la sazón gobernador de Cádiz, fue señalado como afrancesado y ejecutado. Se pretendía también ajusticiar a su ayudante, el entonces capitán José de San Martín, pero la intervención del teniente coronel Juan de la Cruz Murgeon, oficial del regimiento de Murcia, quien lo ocultó en su casa y protegió, le salvó la vida. Más tarde, ambos tuvieron una participaron destacada en la campaña abierta por ejército de Andalucía contra las tropas de Napoleón Bonaparte en Bailén.

## Revoluciones Americanas
Fue uno de los comandantes de la expedición de Riego y a pesar de sus ideas constitucionales se opuso a la sublevación. Sin embargo el Trienio liberal le nombró capitán general de Nueva Granada y presidente de Quito (1819–1821). Mourgeón embarcó en el navío Asia rumbo a Puerto Cabello, a donde llegó en julio de 1821, iba acompañado de Juan O'Donojú que siguió para México. 
Se encargó de organizar una expedición de refuerzo sobre Quito con un cuadro de expedicionarios que le acompañaban, fuerzas procedentes de Puerto Cabello (Venezuela) y la guarnición del istmo de Panamá. Embarcó en la corbeta Alejandro, burlando la armada de lord Cochrane consiguió llegar a la costa, pero no pudo desembarcar en Guayaquil, unida a la causa independentista, y siguió hasta Atacames, donde desembarcó los 800 hombres (pertenecientes a los Batallones Cataluña y Tiradores de Cádiz) bajo su mando el 23 de noviembre de 1821. Con ellos emprendió la marcha hacia Quito, salvando un terrible ascenso al altiplano por la selva esmeraldeña, en la que sufrió una caída del caballo que le dejó gravemente herido y le llevaría finalmente a la muerte.  
Mourgeón estableció un gobierno constitucional según las instrucciones del Trienio liberal. Restituyó la libertad de imprenta, excarceló los presos patriotas y sostuvo la libertad de los esclavos en recompensa de sus servicios en las milicias realistas.  El 8 de abril de 1822 falleció en dicha ciudad de Quito por enfermedad derivada de la caída. Entonces Melchor de Aymerich le sustituyó en la Presidencia de Quito.